# Huawei P Smart 2020
Huawei P Smart 2020 (стилізовано як HUAWEI P smart 2020) — смартфон середнього рівня, розроблений компанією Huawei. Був представлений 29 квітня 2020 року.

## Дизайн
Екран смартфона виконаний зі скла. Корпус виконаний з пластику.
Знизу знаходяться роз'єм USB-C, динамік, мікрофон та 3.5 мм аудіороз'єм. Зверху розташований другий мікрофон та гібридний слот під 2 SIM-картки або 1 SIM-картку і карту пам'яті формату MicroSD до 512 ГБ. З правого боку розміщені кнопки регулювання гучності та кнопка блокування смартфону. Сканер відбитків пальців знаходиться на задній панелі.
Huawei P Smart 2020 продається в 3 кольорах: чорному (Midnight Black), синьому (Aurora Blue) та зеленому (Emrald Green).

## Технічні характеристики

### Платформа
Смартфон отримав процесор Kirin 710 та графічний процесор Mali-G51 MP4.

### Батарея
Батарея отримала об'єм 3400 мА·год.

### Камери
Смартфон отримав основну подвійну камеру 13 Мп, f/1.8 + 2 Мп, f/2.4 (сенсор глибини) з фазовим автофокусом та можливістю запису відео в роздільній здатності 1080p@30fps. Фронтальна камера отримала роздільність 8 Мп, діафрагму f/2.0 та можливість запису відео у роздільній здатності 1080p@30fps.

### Екран
Екран LTPS IPS LCD, 6.21", FullHD+ (2340 x 1080) зі щільністю пікселів 415 ppi, співвідношенням сторін 19.5:9 та краплеподібним вирізом під фронтальну камеру.

### Пам'ять
Huawei P Smart 2020 продається в комплектації 4/128 ГБ.

### Програмне забезпечення
Смартфон був випущений працює на EMUI 9.1 на базі Android 9 Pie. Для встановлення додатків використовується магазин додатків від Huawei AppGallery та Google Play.